# Лешниково
Ле́шниково (болг. Лешниково) — село в Хасковській області Болгарії. Входить до складу общини Харманли.

## Населення
За даними перепису населення 2011 року у селі проживали 110 осіб, усі — болгари.
Розподіл населення за віком у 2011 році:
Динаміка населення: